# هيئة علماء المسلمين في العراق
هيئة علماء المسلمين في العراق هي جمع من علماء السنة الذين اجتمعوا لمعالجة ما حصل بعد غزو العراق عام 2003م، وبعد الدراسة والتشاور والبحث توصل العلماء إلى تعريف الهيئة وتعيين مفهومها بأنها: الكيان الذي يضم مجموعة من العلماء المتخصصين بالشريعة يحملون مجموعة من المفاهيم والمقاييس والقناعات الإسلامية يعاونهم في ذلك المسلمون من أهل الاختصاص في العلوم الأخرى، ويؤازرهم عامة المسلمين في النشاط العلمي. فالهيئة إذن كيان علمي نشأ بنشوء فكرة جمع الكلمة ورص الصف بين المسلمين، استجابة لطلب الشارع بالعمل صفاً واحداً، والتعاون على انجاز الأعمال، واتخذ أعضاؤه طريقة التشاور لمعالجة النوازل وقضايا الأمة المصيرية معالجة علمية، تقود الأمة إلى الرشد.

## سبب نشوء فكرة الهيئة
بعد غزو العراق عام 2003م، دمر كل شيء طالته يده وعدته وسلاحه، ووُجد الفراغ السياسي بسبب الفجوة الكبيرة بين قوى الاحتلال والأمة في العراق، فما كان من أبناء هذا البلد، إلا أن وجدوا أنفسهم أمام التحدي الكبير، وأمام المسؤولية لا محالة، فاجتمعوا حسب مناطقهم من مدن العراق، وشكّلوا من أنفسهم جماعات تدافع عن الأعراض والدماء والأموال أمام الهجمات المنظمة للنهب تنظيماً يشرف عليه أناس يستهدفون تخريب هيكلية الدولة ومؤسساتها، ولجأوا إلى أنفسهم وعلمائهم للمشاورة في المطلوب الشرعي الذي يجب أن يُعمل في ميادين المسؤولية الملقاة على عاتقهم، ولما كان الواعون مدركين لهذه النتيجة وقد سبق التفكير فيها من قبل الأحداث، فإنه قد جاء أوان الجد، فشمروا إلى التلاقي والتفاهم للوصول إلى نتائج منظّمة يُعمل بها على السبيل الجامع والتفكير الجماعي الصحيح، فاجتمع علماء بغداد وأطرافها، والموصل والبصرة وما بينهما من مدن ليتوصلوا إلى تأسيس هيئة جامعة تتولى الأمور وتنظر في مصير الأمة وما آل إليه الحال، فتأسست هيئة علماء المسلمين في العراق بمقرها العام بتاريخ 14 نيسان/ أبريل 2003م، والذي تفرع إلى الشعب العراقي ليشيع فيه همة المتفائل من جديد، ويتبنى نظاماً ينظر في الوضع الراهن في العراق، ويحاول التعامل معه وتغييره حسب النسق المخصوص بنظام الهيئة؛ وبهذا ترتقي الهيئة إلى الأفضل والنهضة إلى مطلوبها الشرعي الكبير.

## بعض المشايخ من مؤسسي الهيئة
من أبرز العلماء المؤسسين لهيئة علماء المسلمين: الشيخ الدكتور حارث الضاري والشيخ أحمد حسن الطه والدكتور محسن عبد الحميد والدكتور عبد الستار عبد الجبار والدكتور محمد عبيد الكبيسي والشيخ الدكتور عبد الجليل الفهداوي والشيخ الدكتوربشار الفيضي والشيخ الدكتور عبد السلام الكبيسي، والشيخ الدكتور إسماعيل البدري والشيخ عدنان العاني والدكتور مثنى حارث الضاري بالإضافة إلى غيرهم من العلماء والمشايخ.

## الشكل الإداري لهيئة علماء المسلمين
يتكون الشكل الإداري لهيئة علماء المسلمين في العراق على النحو الآتي:
1. الأمانة العامة.
2. مجلس الشورى.
3. الأعضاء العاملون.
4. المؤازرون والمناصرون.

يتم انتخاب الأمانة العامة لهيئة علماء المسلمين في العراق كل سنتين حيث تضم ثلاثة عشر عضواً يرأسهم الأمين العام ومعه نائب ومساعدان للشؤون العلمية والإدارية، أما مجلس الشورى فإنه يضم خمسين عضواً من علماء الشريعة والدعاة المعروفين وممثلي فروع الهيئة في مدن العراق تجمعهم العقيدة الإسلامية ورابطتها المعتمدة للعلوم الشرعية الجامعة ليعملوا بعد التشاور والتفاهم على تقرير المسائل والأوليات في مجال الفكر والعلم والعمل، أما الأعضاء العاملون فإنهم يضمون اختصاصات علمية مختلفة المجالات التخصصية في العلوم الشرعية والآداب والعلوم التجريبية وغيرها من التخصصات الثقافية والعلمية وتعمل الهيئة على تفعيل هذه الطاقات لخدمة قضايا الأمة بإذن الله. أما المؤازرون والمناصرون فإنهم جميع المسلمين المؤيدين لتنشيط فاعلية الوعي والإدراك في الأمة والعمل في الأنشطة المختلفة لخدمة القضايا المصيرية التي تتبناها الهيئة من خلال الإشراف على كثير من شؤون الأمة في حال غياب السلطان الشرعي.

## عمل هيئة علماء المسلمين في العراق
تعمل هيئة علماء المسلمين في العراق في مجالين كبيرين: الأول: الاهتمام بالقضايا الراهنة التي يعيشها البلد تحت وطأة الاحتلال وثقله، والتعاون مع الأطراف المعنية التي يمكن التعاون معها لمعالجتها بما يتناسب والحال الحاضر. والثاني : الاهتمام بالبناء الداخلي للمسلمين ليستعيدوا النشاط الحيوي في المجتمع على أساس الإيمان بالله وباليوم الآخر، والفهم الصحيح والقويم لدينهم (الإسلام) ولما يوصلهم إلى الرفعة الإسلامية والعزة والكرامة التي أرادها الله لهم وللإنسانية جمعاء. واستجابة للضرورة وطلب الجمهور، تفرع عن الهيئة في بداية تأسيسها أكثر من عشرين فرعاً رئيساً في مدن العراق الرئيسة ولكل فرع مكاتب تعمل على خدمة الناس في المجال الذي تتبناه الهيئة كما أنها تساعد في المجالات الأخرى.
وفي الوقت الذي تعمل فيه هيئة علماء المسلمين مع أنشطة وفاعليات العراقيين بمختلف أطيافهم لإعادة بناء العراق كما يجب فإنها تنشط أيضاً لتقديم المشروع الأمثل ومحاولة الإقناع به، وكذلك هي تعمل على رسم السياسة الإسلامية الشرعية، وتحاول أن توجه الجهود إلى المسار الصحيح حسب معطيات العلوم الشرعية وعقيدة الأمة الإسلامية، وهي تقصد بهذا النشاط ملء الفراغ السياسي بإدارة مستقلة تمكن مؤسسات الشعب العراقي من أخذ دورها الريادي في تقليل الأضرار الناجمة عن الاحتلال، ومنع استمرار تسلطه على المسلمين وصولاً إلى إنهائه تماماً إن شاء الله. وتقدر الهيئة ضيق الوقت وتسارع الأحداث وكثرة الوقائع وتزاحم الأعمال فتنظر في أسباب الأعمال الناجحة والسبل إلى معالجتها، فالهيئة وهي تعالج الموقف الراهن لا تنسى بناءها الداخلي ومشروعها الحضاري فتعمل جاهدة للأخذ بأسباب النهضة واستئناف الحياة الإسلامية.

## التأسيس الشرعي لهيئة علماء المسلمين
نظر العلماء من الناحية الشرعية إلى وجوب تأسيس هيئة علمية تقوم بأعمال تعيد الهمة إلى الأمة وتنشّط الكامن فيها إلى إقامة الدين وإنفاذ الكتاب الكريم والسنة المطهرة والتمكين من ذلك، واستدلوا على وجوب هذا العمل الجماعي بقوله تعالى: ((ولتكن منكم أمة يدعون إلى الخير ويأمرون بالمعروف وينهون عن المنكر وأولئك هم المفلحون))، وقوله تعالى: ((فلولا نفر من كل فرقة منهم طائفة ليتفقهوا في الدين ولينذروا قومهم إذا رجعوا إليهم لعلهم يحذرون)) قال الإمام القرطبي في تفسير قوله تعالى: ((ولتكن منكم أمة))، ((معناه أن الآمرين يجب أن يكونوا علماء وليس كل الناس علماء)) أي لينهض للأمر المراد جماعة من أهل العلم يناصرهم الناس ويؤازرونهم على ذلك، وقال الإمام البيضاوي: ((لأن الأمر بالمعروف والنهي عن المنكر من فروض الكفاية، ولأنه لا يصلح له كل أحد؛ إذ للمتصدى له شروط لا يشترك فيها جميع الأمة كالعلم بالأحكام ومراتب الاحتساب وكيفية إقامتها والتمكن من القيام بها خاطب الجميع وطلب فعل بعضهم ليدل على أنه واجب على الكل حتى لو تركوه أثموا جميعاً))، والأمة: الجماعة من الناس الذين يعيشون على طريقة واحدة في الاعتقادات والمعاملات.
وعلى وفق الأصول المتقدمة تقدم العلماء للعمل مع مراعاة الأدلة والحكمة والحلم حسب اجتهادهم لتحقيق المطلوب وانجاز الأعمال بإذن الله، وقد انسجم جهد العلماء مع مشاعر الأمة وندائها طلباً لأجوبة العلماء وبيان موقفهم من قضايا الحدث الكبير، وما يجري في الأمة من تسلط المحتلين، فكانت الاستجابة إلى النداء والاجتماع لتقرير المسائل ثم دراسة إمكانية الحلول وإيجاد المعالجات وسبل أدائها وطرائق تنفيذها مسترشدين بهدي السابقين من العلماء الأكارم الذين ساروا على منهج سلف الأمة عازمين على أداء الواجب الملقى عليهم بإذن الله آخذين في حسابهم ما هو معلوم من الدين بالضرورة من أن المنكر واجب تغييره على كل من قدر عليه كل بحسب طاقته واستفراغ وسعه في ذلك، والأصل في التغيير العمل الجماعي.
فتشكلت الهيئة ودعت المسلمين إلى إنكار المنكر والتعاون على البرّ والتقوى بالرأي السديد والفتوى الصحيحة بإذن الله، ومع أن هذا الأمر الذي تقرر في اجتماع العلماء وتكوين الهيئة أمر قديم؛ فإنه جدد العهد لما أُمضيّ أمرُه من قبل حيث قال الإمام الجويني : ((وقد قال العلماء: إذا خلى الزمان عن السلطان فحق على قطان كل بلدة وسكان كل قرية أن يقدموا من ذوي الأحلام والنهى والعقول والحجى من يلتزمون امتثال إشارته وأوامره وينهون عن نواهيه وزواجره))، وقال: ((فإذا شغر الزمان وخلى عن سلطان ذي نجدة واستقلال وكفاية ودراية، فالأمور موكولة إلى العلماء، وحق على الخلائق على اختلاف طبقاتهم أن يرجعوا إلى علمائهم ويصدروا في جميع قضايا الولايات عن رأيهم، فإذا فعلوا فقد هدوا إلى سواء السبيل وصار علماء البلاد ولاة العباد))، وعلى هذه الأصول الجامعة من الأدلة والأحكام الشرعية وتقرير العلماء الذين بحثوا هذه المسألة، عزم علماء المسلمين في العراق على إنشاء هيئة ذات شخصية معنوية جامعة للرأي والفتوى، وتبني مصالح الأمة وكشف خطط الأعداء، وهي تعمل على ترشيد أمر المسلمين في سلوك الطريق المستقيم لنهضتهم في العصر الحاضر، وتعمل هذه الهيئة أيضاً على بيان الرأي والفتوى للمسلمين في العراق في مختلف القضايا والأمور باستقلال تام بعيداً عن السلطات المتغلبة والمغتصبة لحقوق الأمة في سلطانها وأمانها.

## أهداف هيئة علماء المسلمين في العراق
عملت الهيئة منذ تأسيسها على إنهاء الاحتلال بكل الوسائل المشروعة، وتوعية الناس بعدم الاستسلام للواقع المرّ الذي تعيشه الأمة، والوقوف بحزم أمام أي قوة تريد سلخ العراق من هويته التأريخية وحضارته الإسلامية والحرص على وحدته واستقلال أراضيه كونه جزءاً من بلاد المسلمين لا يتجزأ، ووَضعت لنفسها أهدافاً عدةً تعمل لتحقيقها منها:
1. تثبيت العقيدة الإسلامية في النفوس، ونشر حقائق الدين وفضائله ليسود التشريع الإسلامي جوانب الحياة كافة.
2. ترسيخ قواعد الأخوة والتضامن بين المسلمين والعمل على إزالة الفرقة والخلاف فيما بينهم ورص صفوفهم وجمع شملهم وترشيد أمرهم في سلوك الطريق النهضوي بحسب مقتضيات العصر الحاضر وضرورته الواقعية.
3. إشاعة روح التفاهم والتسامح بين أبناء الشعب العراقي وانتماءاتهم الدينية والعرقية وإزالة الفوارق المذهبية ونبذ كل ما يفرق وحدتهم.
4. نشر العلم الشرعي والثقافة الإسلامية والنهوض بمستواها بشتى الوسائل الممكنة.
5. المساهمة في إحياء تراث الأمة الإسلامية بكل الوسائل الممكنة.
6. الاهتمام بالمرأة من حيث التوعية الإسلامية والتثقيف العام ومنحها الفرصة للإسهام في خدمة المجتمع بالطريقة التي تناسب طبيعتها.
7. الاهتمام بحقوق الإنسان والدفاع عنها وفق ما أقرته الشريعة الإسلامية وتناولته الشرائع الوضعية مما يتوافق مع مقاصد الشريعة والحرص على إظهار الموقف الإسلامي الصريح للمواطنين غير المسلمين في العراق إذ تنظر الهيئة إلى هؤلاء حسب حقوقهم التاريخية ما داموا على عهدهم بالأمان والموادعة مع المسلمين كما كان آباؤهم من قبل، وتعمل الهيئة على حفظ حقوقهم ورفع المظالم عنهم.

## الطريقة وآلية التنفيذ
قسمت هيئة علماء المسلمين مهامها على قسمين قسم يعمل على متابعة الأحداث ومواكبة مجريات الأمور المفروضة على المسلمين وسائر مواطني بلدنا (العراق) على مستوى السياسة الداخلية والسياسة الخارجية، وهذا الجهد ظاهر للعيان يدركه أناس بالوسائط الإعلامية والإخبارية ويشرف عليه قسم من علماء الهيئة ومنتسبيها، وقسم يشرف عليه فريق عمل لبناء مشروع الهيئة في النهضة الحضارية والتغيير السياسي وتحديد المفاهيم الأساسية لرسم السياسة الإسلامية على أصول الثوابت والقواعد الحكمية التي تفرضها العقيدة الإسلامية أو رسم الخطوط العريضة للسياسة الشرعية التي يفرضها الواقع غير الطبيعي (الاحتلال).
وفيما يأتي بيان بعض المعلومات التفصيلية عن الهيئة ومؤسساتها:
1. للهيئة ستة وعشرون فرعًا داخل العراق، يعمل منها الآن خمسةَ عشرَ فرعًا، فيما تمّ إيقاف عمل الفروع الأخرى لأسباب أمنية، حيث منَ الصعوبةِ أن تقوم بالعمل العَلَني في المناطق التي تتواجد فيها.
2. تُشْرف الهيئة على أكثر من أربعينَ مدرسةٍ دينيَّة في العراق، إشرافًا كاملاً أو جزئيًّا.
3. للهيئة مركز للدِّراسات القرآنيَّة، باسم مركز أم القرى للدِّراسات القرآنيَّة، إضافة إلى المركز الثقافي النسوي للتعليم والتوجيه، ومركز الأمة للدراسات والتطوير التابع لقسم الإعلام وتصدر عنه مجلة حضارة الفصلية.
4. للهيئة مكاتب خارجية وممثليات في الأردن وسوريا ومصر واليمن وتركيا وماليزيا.

وأخيرًا تمثل الهيئةُ العراقَ، أو تُشَارك في تمثيل العراق، في عددٍ منَ المؤسسات العربيَّة والإسلاميَّة والدوليَّة، ومنها: الاتِّحاد العالمي لعُلماء المسلمين، والحملة العالمية لمقاومة العدوان، ومؤسسة القُدس، ولجنة المتابعة في المؤتمر القومي الإسلامي، ورابطة الصحافة الإسلامية.

## وصلات خارجية
- الموقع الرسمي لهيئة علماء المسلمين
- موقع الفسطاط، منشور عن البيان التأسيسي للهيئة
- هيئة علماء المسلمين والسير في الألغام - إسلام اونلاين
- موقع الصحيفة الرسمية التي تصدرها هيئة علماء المسلمين
- شخصية الدكتور حارث الضاري